# Nacaduba astarte
Nacaduba astarte är en fjärilsart som beskrevs av Butler 1882. Nacaduba astarte ingår i släktet Nacaduba och familjen juvelvingar. Inga underarter finns listade i Catalogue of Life.